# Ksawerów (powiat koniński)
Ksawerów – wieś w Polsce położona w województwie wielkopolskim, w powiecie konińskim, w gminie Kramsk.
| SIMC    | Nazwa    | Rodzaj    |
| ------- | -------- | --------- |
| 0288604 | Biechowy | część wsi |

Ksawerów wraz ze swoją częścią wsi zamieszkuje 180 osób. Ksawerów wraz ze swoją częścią wsi oraz z sąsiednią wsią Pogorzałki tworzą sołectwo Ksawerów. W latach 1975–1998 miejscowość należała administracyjnie do województwa konińskiego.